# Djurhyllan
Djurhyllan (engelska The Animal Shelf) är en brittisk animerad TV-serie på 52 avsnitt som producerades av Cosgrove Hall Films 1997-1999. Den är baserad på böcker av Ivy Wallace.
Serien handlar om en grupp mjukisdjur som blir levande när deras ägare Timothy är ensam med dem, men lever även när de är ensamma ute för att lösa ett problem för den ena och för Timothy.
Serien har visats på Bollibompa och Barnkanalen.

## Karaktärer
- Timothy är en ung pojke som äger djuren. Han syns aldrig på bild, bara hans skugga. Det är samma sak med alla de mänskliga karaktärerna förutom Djuraffärens ägare.
- Gumpa är en björn som ofta fungerar som ledare för gruppen. Han är ganska lat och tycker om att sova.
- Woeful är en apa som bär en röd fez och har päls. Han berättar ofta skämt, som ofta är oförskämda mot de andra djuren. Han tycker om att få allt på sitt eget sätt, och är ganska diktatorisk, vilket ibland retar de andra djuren.
- Stripey är en ullzebra och Getups bästa vän. Han verkar vara ganska klok, och det avslöjas i den första episoden, Stripey To The Rescue, att han och Getup är Timothys äldsta djur.
- Getup är en giraff som ofta faller, och är nära vän med Stripey. Materialet på hennes hovar är slitet, vilket gör att hon ofta tappar fyllning genom dem.
- Lille Mutt är en West Highland White terrierhund. Han bär en rosa rosett, och hamnar ofta i farliga situationer. Han verkar vara nära vän med Gumpa. Man kan ofta missta Lilla Mutt för en flicka på grund av färgen på rosetten och hans gälla röst.